# David Clayton Rogers
David Clayton Rogers (Atlanta, 21 ottobre 1977) è un attore statunitense.
È conosciuto per il suo ruolo nel film del 2006 Dark Ride. Ha prodotto i film Following Abraham del 2006 e Skylight del 2009.

## Filmografia

### Cinema
- Bloody Sunday, regia di Paul Greengrass (2002)
- O Beautiful, regia di Alan Brown – cortometraggio (2002)
- Boys Life 4: Four Play, regia di Phillip J. Bartell (2003)
- The Legend of Butch & Sundance, regia di Sergio Mimica-Gezzan (2004)
- The Locrian Mode, regia di Eric O. Lodal – cortometraggio (2005)
- Dark Ride, regia di Craig Singer (2006)
- Border Patrol, regia di Josh Greenbaum – cortometraggio (2007)
- Sublime, regia di Tony Krantz (2007)
- Skylight, regia di Tony West – cortometraggio (2009)

### Televisione
- Una mamma per amica (Gilmore Girls) – serie TV, episodio 4x05 (2003)
- NY-LON – miniserie TV, 7 episodio (2004)
- Law & Order - Il verdetto (Law & Order: Trial by Jury) – serie TV, episodi 1x01-1x06 (2005)
- Cold Case - Delitti irrisolti (Cold Case) – serie TV, episodio 4x01 (2006)
- CSI: Scena del crimine (CSI: Crime Scene Investigation) – serie TV, episodio 7x07 (2006)
- Ghost Whisperer - Presenze (Ghost Whisperer) – serie TV, episodio 2x13 (2007)
- Brothers & Sisters - Segreti di famiglia (Brothers & Sisters) – serie TV, episodio 1x18 (2007)
- CSI: NY – serie TV, episodio 4x08 (2007)
- Numb3rs – serie TV, episodio 4x08 (2007)
- Shark - Giustizia a tutti i costi (Shark) – serie TV, episodio 2x11 (2007)
- Demons, regia di Mick Jackson – film TV (2007)
- Cougar Town – serie TV, episodi 1x01-2x04 (2009-2010)
- Il patto (Pregnancy Pact), regia di Rosemary Rodriguez – film TV (2010)
- La rivincita delle damigelle (Revenge of the Bridesmaids), regia di James Hayman – film TV (2010)
- Happy Endings – serie TV, episodio 2x14 (2012)
- Grimm – serie TV, episodio 1x20 (2012)
- Jane stilista per caso (Jane by Design) – serie TV, 18 episodi (2012)
- Nashville – serie TV, episodi 1x10-1x13-1x14 (2012)
- Back in the Game – serie TV, episodio 1x05 (2013)
- Mixology – serie TV, episodi 1x02-1x09-1x10 (2014)
- Castle – serie TV, episodio 7x16 (2015)
- Extant – serie TV, episodio 2x02 (2015)
- NCIS: New Orleans – serie TV, episodio 2x03 (2015)
- CSI: Cyber – serie TV, episodio 2x14 (2016)
- Major Crimes – serie TV, episodio 5x04 (2016)
- Rosewood – serie TV, episodio 2x04 (2016)
- Reverie – serie TV, episodio 1x04 (2018)
- Un detective alla Bixler High (Bixler High Private Eye), regia di Leslie Kolins Small – film TV (2019)
- Mayans M.C. – serie TV, episodi 2x04-2x06-2x07 (2019)
- Blindspot – serie TV, 4 episodi (2019-2020)
- Giorno per giorno (One Day at a Time) – serie TV, episodio 4x01 (2020)
- Shameless – serie TV, episodio 11x08 (2021)
- Avvocato di difesa - The Lincoln Lawyer (The Lincoln Lawyer) – serie TV, episodio 1x10 (2022)

## Doppiatori italiani
Nelle versioni in italiano delle opere in cui ha recitato, David Clayton Rogers è stato doppiato da:
- Daniele Raffaeli in Cold Case - Delitti irrisolti
- Francesco Bulckaen in CSI - Scena del crimine
- Riccardo Niseem Onorato in Ghost Whisperer - Presenze
- Fabrizio Manfredi in CSI: NY
- Andrea Mete in Castle
- Edoardo Stoppacciaro in Major Crimes
- Riccardo Scarafoni in Shameless
- Gabriele Sabatini in Avvocato di difesa - The Lincoln Lawyer